# Přemysl Pražský
Přemysl Pražský (né le 24 juillet 1893 à Nýřany et mort le 1er août 1964 à Prague) est un réalisateur, scénariste et acteur tchécoslovaque. C'est l'un des pionniers du cinéma tchécoslovaque.

## Filmographie partielle
- 1922 : La Beauté mystérieuse
- 1927 : Le Bataillon
- 1932 : Le Chansonnier (Písničkář)
- 1933 : La vie est une chienne

## Crédit d'auteurs
- (en) Cet article est partiellement ou en totalité issu de l’article de Wikipédia en anglais intitulé « Přemysl Pražský » (voir la liste des auteurs).